# Лаар, Иосиф Иосифович
Иосиф Иосифович Лаар (24 мая [6 июня] 1905, Подгорное, Ставропольская губерния — 7 августа 1943, Крымский район, Краснодарский край) — советский военнослужащий. Участник Великой Отечественной войны. Герой Советского Союза (1943, посмертно). Гвардии красноармеец.

## Биография
Иосиф Иосифович Лаар родился 24 мая (6 июня) 1905 года в селе Подгорное (ныне — в Андроповском районе Ставропольского края) в крестьянской семье. Эстонец. Окончил четыре класса начальной школы. Работал бригадиром колхоза «Эдази» («Вперед»), председателем Подгорненского сельпо, заведующим магазином в селе Марьины Колодцы, заведующим магазином в городе Железноводске, заведующим складом в станице Баталпашинской. До призыва в армию занимал должность управляющего домоуправления 8-го участка Горжилуправления города Черкесска.
В ряды Рабоче-крестьянской Красной Армии И. И. Лаар был призван Черкесским горвоенкоматом в конце 1941 года. На фронте красноармеец И. И. Лаар с 15 января 1942 года. Воевал на Западном и Южном фронтах. Был ранен. В феврале 1943 года получил назначение в 875-й стрелковый полк 2-й гвардейской стрелковой дивизии 37-й армии Северо-Кавказского фронта. Участник Битвы за Кавказ. Зимой-весной 1943 года Иосиф Иосифович участвовал в Краснодарской наступательной фронтовой операции, в результате которой противник был отброшен на Таманский полуостров. За отличие в ходе операции 875-й стрелковый полк 28 мая 1943 года был переименован в 15-й гвардейский.
В июне 1943 года 2-я гвардейская стрелковая дивизия была передана в состав 56-й армии и в начале августа начала штурм Голубой линии — сильно укреплённой и глубоко эшелонированной обороны противника на Таманском полуострове. Дивизия несла тяжёлые потери. Из-за нехватки младших командиров руководство стрелковыми отделениями часто приходилось возлагать на рядовых. В ходе боевых действий командиром отделения 4-й стрелковой роты 15-го гвардейского полка был назначен и гвардии красноармеец И. И. Лаар. В бою за высоту 167,4 и хутора Горно-Весёлый и Ленинский Крымского района Краснодарского края 7 августа 1943 года отделение под командованием гвардии красноармейца Лаара первым в роте ворвалось в немецкие траншеи и в штыковой атаке уничтожило до 20 немецких солдат, 8 из которых было на счету командира. Немцы отступили, но дальнейшему продвижению роты мешали два ДЗОТа, из которых вели огонь станковые пулемёты. Красноармейцу Лаару командиром роты было приказано подавить огневые точки противника. И. И. Лаару удалось незамеченным обойти один вражеский ДЗОТ и закидать его гранатами, однако при подходе к другой огневой точке он был тяжело ранен в живот. Собрав последние силы, Иосиф Иосифович бросился к ДЗОТу и закрыл амбразуру своим телом.
9 августа 1943 года командиром полка он был представлен к награждению орденом Красной Звезды. В представлении ни слова не говорилось о том, что он своим телом закрыл амбразуру. Приказом командира 2-й гвардейской стрелковой дивизии № 53/н от 11 августа 1943 года И. И. Лаар был награждён орденом Красной Звезды.
Через шесть дней — 17 августа 1943 года И. И. Лаар был представлен к присвоению звания Героя Советского Союза.
25 октября 1943 года указом Президиума Верховного Совета СССР за образцовое выполнение боевых заданий командования на фронте борьбы с немецкими захватчиками и проявленные при этом отвагу и геройство гвардии красноармейцу Лаару Иосифу Иосифовичу было присвоено звание Героя Советского Союза посмертно. Всего при штурме высоты 167,4 были удостоены звания Героя Советского Союза шесть советских воинов.
По официальной версии И. И. Лаар похоронен в братской могиле в центральном парке города Крымска Краснодарского края Российской Федерации. Однако в связи с опубликованием архивов министерства обороны в последнее время эта версия подвергается сомнению. Тела погибших в районе хутора Ленинский бойцов 2-й гвардейской стрелковой дивизии действительно были вывезены с поля боя и похоронены в братской могиле в Крымске. Но погибшие при штурме высоты 167,4 солдаты были захоронены в братской могиле на её восточных скатах. Среди захороненных здесь согласно списку безвозвратных потерь значится и гвардии красноармеец И. И. Лаар.

## Награды
«Что сотворил ты в жизни, Лаар?

Почти ничего, мой друг.

Я видел дзот, над дзотом пар.

И рану почувствовал вдруг.

И кровь моя выстрелом огневым

Плеснула из раны вперёд.

Я сжал свою боль и телом своим

Заткнул

немецкий

дзот».
Илья Сельвинский, 1943 г.
- Медаль «Золотая Звезда» (25.10.1943, посмертно);
- орден Ленина (25.10.1943, посмертно);
- орден Красной Звезды (11.08.1943, посмертно).

## Память
- Бюст Героя Советского Союза И. И. Лаара установлен на Аллее Героев в городе Черкесске Карачаево-Черкесской Республики.
- Мемориальная доска в честь Героя Советского Союза И. И. Лаара установлена на здании школы в селе Подгорное Андроповского района Ставропольского края.
- Имя Героя Советского Союза И. И. Лаара носит ГОУ Начальная общеобразовательная школа № 1 села Подгорное Андроповского района Ставропольского края.
- Именем Героя Советского Союза И. И. Лаара названы улицы в городах Крымск, Невинномысск, Черкесск, в селе Подгорное и в селе Кочубеевское Кочубеевского района Ставропольского края. В 1950 году его именем была названа одна из улиц города Таллина, однако, в 1991 году её переименовали, дав название Вийларди.
- Герой Советского Союза И. И. Лаар навечно зачислен в списки 4-й мотострелковой роты 15-го гвардейского мотострелкового полка 2-й гвардейской Таманской мотострелковой дивизии (в/ч 31134).
- Подвигу Иосифа Лаара посвящено стихотворение Ильи Сельвинского «Баллада о Лааре»[4].

## Документы
- Обобщённый банк данных «Мемориал». Дата обращения: 30 апреля 2020. Архивировано 10 мая 2012 года.

ЦАМО, ф. 58, оп. 18001, д. 682а. Дата обращения: 30 апреля 2020. Архивировано 25 сентября 2012 года.